# Sofi Ahlström Helleday
Sofi Ahlström Helleday (* 11. Dezember 1968 in Stockholm) ist eine schwedische Schauspielerin.

## Leben
Helleday besuchte von 1992 bis 1995 die Theaterakademie in Malmö. Anschließend arbeitete sie in Malmö am Dramatischen Theater, dem Stadttheater Göteborg und dem Stockholmer Stadttheater. Ab 2014 besuchte Helleday die Stillerska Film School.
Helleday hat eine Tochter mit dem Schauspieler Joakim Grenze und zwei Söhne (Emil und Elliot) aus einer früheren Ehe mit Sven Ahlström.

## Filmografie
- 1996: Torntuppen (Fernsehserie)
- 1999: Lukas 8:18 (Fernsehserie)
- 2000: Sjätte dagen (Fernsehserie)
- 2000: Jalla! Jalla!
- 2001: En ängels tålamod (Fernsehserie)
- 2003: De drabbade (Fernsehserie)
- 2003: Mellanrum (Kurzfilm)
- 2004: Flickan som slutade ljuga (Kurzfilm)
- 2005: Dagen till ära (Kurzfilm)
- 2007: Ett gott parti (Fernsehserie)
- 2009: Mannen under trappan (Fernsehserie)
- 2011: Någon annanstans i Sverige
- 2013: Julie
- 2013: Vi är bäst!
- 2015: Min hemlighet (Fernsehserie)
- 2016: Förlåt Mamma! (Kurzfilm)
- 2016: Stjärnfallet (Kurzfilm)